# Опухоли детского возраста
У детей выявляются разнообразные доброкачественные и злокачественные новообразования, развивающиеся из различных тканей, в том числе эмбриональных. В ряде случаев обнаруживаются врождённые опухоли, формирующиеся уже во внутриутробном периоде, например врождённый рак печени на фоне внутриутробного вирусного гепатита B. Как и у взрослых, наряду с опухолями, в детской онкологии традиционно рассматриваются опухолеподобные процессы, многие из которых относятся к группе тератом.
Особенности опухолей детского возраста (по Т. Е. Ивановской):
1. Основными опухолями детского возраста являются дизонтогенетические опухоли (тератобластомы).
2. Злокачественные опухоли у детей встречаются реже, чем у взрослых.
3. Неэпителиальные опухоли у детей преобладают над эпителиальными.
4. В детском возрасте встречаются незрелые опухоли, способные к созреванию (реверсии).

Общая классификация опухолей детского возраста (по Т. Е. Ивановской):
1. Тератомы
2. Эмбриональные опухоли
3. Опухоли «взрослого типа».

## Тератомы
Терато́мы — опухоли и опухолеподобные поражения, возникающие из тканевых пороков развития и остатков эмбриональных структур. Тератомы, являющиеся истинными опухолями, носят название тератобласто́мы (дизонтогенетические опухоли).
Термин «тератома» происходит от греческого слова teras — чудовище и терминоэлемента -oma — опухоль. Буквально (от др.-греч. τέρας → род. п. τέρατος — чудовище + -ομα — опухоль) . Так ранее обозначали опухоли, в которых встречались необычные компоненты, например, зубы, сформированный глаз или ушная раковина в опухолевом узле яичника.

### Гамартии и хористии
Различают два типа тканевых пороков развития (не смешивать с пороками развития органов) — гамартии и хористии. Эта классификация предложена немецким патологоанатомом Эйгеном Альбрехтом в 1904 г. (Eugen Albrecht, 1872—1908).
Гама́ртия (от греч. hamartia — ошибка) — избыточно развитый нормальный компонент органа (например, сосуды в гемангиоме, меланоциты в меланоцитарном невусе).
Хори́стия (от греч. choristos — отщеплённый, отделённый) — появление ткани, нехарактерной для данного органа (например, дермоидная киста или струма яичника). Хористии также называют гетеротопи́ями.

### Классификация тератом
Тератомы классифицируют следующим образом:
I. Гистогенетический принцип
1. Прогономы
2. Гамартомы
3. Хористомы.

II. Степень зрелости (клинико-морфологическая классификация)
1. Зрелые тератомы
2. Незрелые тератомы.

III. Количество тканевых компонентов
1. Гистиоидные тератомы
2. Органоидные тератомы
3. Организмоидные тератомы.

Прогономы — опухоли из остатков эмбриональных структур (например, хорды или гипофизарного хода). Все прогономы являются истинными опухолями (тератобластомами).
Гамартомы — гамартии в виде узелка или узла. Гамартомы как истинные опухоли называются гамартобластомами.
Хористомы — хористии в виде узелка, узла или кисты. Хористомы, являющиеся истинными опухолями, носят название хористобластомы.
Зрелые тератомы — тератомы, образованные дифференцированными (зрелыми) элементами. Зрелые тератомы, как правило, являются доброкачественными.
Незрелые тератомы — тератомы, представленные олигодифференцированными и/или недифференцированными (незрелыми) элементами. Незрелые тератомы относятся к злокачественным новообразованиям.
Гистиоидные тератомы — тератомы, представленные одним типом ткани (например, ангиомы, меланоцитарные невусы, хондроматозная гамартома лёгкого).
Органоидные тератомы — тератомы, образованные тканями, характерными для одного органа (например, дермоидная киста или струма яичника).
Организмоидные тератомы — тератомы, построенные из разных тканей, типичных для двух и более органов (например, большинство крестцово-копчиковых тератом).
Ранее тератомы классифицировали на моно-, ди- и тридермомы в зависимости от их происхождения из одного, двух или трёх зародышевых листков. В настоящее время этот принцип классификации тератом практически не используется.

### Прогономы
Основными прогономами человека являются (1) хордома, (2) краниофарингиома и (3) меланотическая прогонома (меланотическая нейроэктодермальная опухоль детей раннего возраста).

#### Хордома
Хордо́ма развивается из остатков спинной струны (хорды), сохраняющихся в основном в студенистых ядрах межпозвонковых дисков. До 90 % хордом локализуется в двух областях — базилярно-окципитальной (в том числе в задних отделах носоглотки и в зоне блюменбахова ската) и крестцово-копчиковой; 10 % хордом располагается в шейном, грудном и поясничном отделах позвоночника. Растущая хордома сдавливает и разрушает костную ткань. Макроморфологически хордома представляет собой голубовато-полупрозрачный дольчатый узел с желатинозными участками, кистами и кровоизлияниями. Крайне редко опухоль, идентичная хордоме, выявляется в мягких тканях за пределами позвоночника и костей основания черепа, такую опухоль принято называть парахордомой (происхождение её из элементов хорды не доказано).

#### Краниофарингиома
Краниофарингиома (опухоль кармана Ратке) располагается в полости черепа, встречается у детей и лиц молодого возраста и составляет 3—4 % всех внутричерепных новообразований. Опухоль локализуется в области турецкого седла, растёт медленно, но срастается с тканью мозга, что затрудняет её удаление. При макроморфологическом исследовании опухоль представляет собой серо-розовый узел с 1—2 гладкостенными кистами, заполненными роговыми массами, коричневатой жидкостью или зеленоватым содержимым.

#### Меланотическая прогонома
Общепринятое обозначение этого новообразования в настоящее время — меланотическая нейроэктодермальная опухоль детей раннего возраста. Она встречается преимущественно у детей первого года жизни. Почти всегда располагается в области головы и шеи (до 95 % наблюдений). Основная локализация — верхнечелюстная кость. Как правило, опухоль доброкачественная. Злокачественные варианты отличаются быстрым ростом, приводящим к деформации челюсти и к экзофтальму. Смерть может наступить при врастании опухоли в основание черепа и в ствол мозга. В ряде случаев после удаления опухоль рецидивирует. Макроморфологически меланотическая прогонома имеет пёстрый вид — участки белесовато-серой ткани чередуются с участками бурого или чёрного цвета за счёт пигмента меланина, синтезируемого опухолевыми клетками.

### Гамартомы
Из гамартом у человека наиболее часто встречаются ангиомы, меланоцитарные невусы и хондроматозная гамартома лёгкого.

#### Ангиомы
Ангиомы — гамартомы, образованные сосудами (гемангиомы — кровеносными, лимфангиомы — лимфатическими). Наиболее часто в детском возрасте встречаются капиллярные и кавернозные гемангиомы. В зависимости от количества гемангиом выделяют солитарные (одиночные) и множественные гемангиомы. Солитарные гемангиомы обычно имеют капиллярное строение (ювенильная капиллярная гемангиома), множественные — кавернозное. Солитарные гемангиомы кожи, как правило, появляются в течение нескольких недель после рождения, встречаются у 0,5 % детей первого года жизни. Наибольшего размера такие ангиомы достигают в возрасте 6 месяцев. В течение нескольких лет они обычно регрессируют.

#### Гемангиоматозы
Для обозначения множественных гемангиом используется также термин гемангиоматоз. Среди гемангиоматозов выделяют следующие основные синдромы:
- Прогрессирующий гемангиоматоз кожи Дарье́ — увеличивающиеся в размерах и в количестве кожные гемангиомы (могут осложниться тромбоцитопенией потребления и ДВС-синдромом).
- Синдром Ка́забаха—Ме́рритт — гигантские гемангиомы кожи с развитием тромбоцитопении потребления и ДВС-синдрома. Синдром описали американские врачи Хэйг Казабах и Катарина Мерритт.
- Синдром Маффу́ччи — вариант болезни Оллье́ (энхондроматоза костей, преимущественно пальцев рук и ног) в сочетании со множественными капиллярными и кавернозными гемангиомами мягких тканей пальцев. Энхондромы вызывают искривление костей, которое продолжается до тех пор, пока происходит их рост, в результате чего кисти и стопы могут превратиться в узловатые конгломераты. Нередки переломы костей в области поражения (патологические переломы). Возможно развитие хондросаркомы.
- Синдром Хаферка́мпа — генерализованный гемангиоматоз костей. Заболевание быстро прогрессирует, завершаясь летальным исходом. Инвазивный рост внутрикостных гемангиом приводит к деформации костей, патологическим переломам и вытеснению из губчатого вещества миелоидной ткани с развитием апластической анемии.

#### Системные гемангиоматозы
Поражения, при котором гемангиомы локализуются в различных органах (кожа, внутренние органы, головной мозг, глаза, кости), называются системными гемангиоматозами. К системным гемангиоматозам относятся следующие основные заболевания:
- Синдром Би́на — гемангиоматоз кожи и желудочно-кишечного тракта с гастроинтестинальными кровотечениями.
- Синдром ван Бо́гарта—Диври́ (диффузный кортико-менингеальный ангиоматоз) — множественные гемангиомы мозговых оболочек и коры больших полушарий. При этом развиваются судорожный синдром и олигофрения.
- Синдром Ги́ппеля—Линда́у (ретиноцеребровисцеральный ангиоматоз) — опухоли (1) сетчатки глаза (ретинальная гемангиобластома), (2) головного мозга (как правило, гемангиобластома мозжечка с соответствующей неврологической симптоматикой) и (3) гемангиомы внутренних органов (печень, селезёнка). Гемангиобластомы гистогенетически не являются эндотелиоцитарными новообразованиями, но богато васкуляризированы, чем сходны с гемангиомами.
- Синдром Сте́рджа—Ве́бера—Кра́ббе — сочетание гемангиом (1) сосудистой оболочки глаза (в результате чего развиваются глаукома или отслойка сетчатки); гемангиом (2) головного мозга, что проявляется развитием судорожного синдрома и гемипареза/гемиплегии на противоположной опухоли стороне тела, а также, как правило, односторонних гемангиом (3) кожи лица в области иннервации I или II ветвей тройничного нерва.

#### Лимфангиомы и лимфангиоматоз
Из множественных лимфангиом для детей характерны лимфангиоматоз языка и губ с развитием макроглоссии и макрохейлии, а также врождённые гигантские лимфангиомы шеи.

#### Меланоцитарные невусы
Вариантами меланоцитарных невусов, типичных для детского возраста, являются ювенильные и врождённые невусы, а также lentigo simplex и лентигиноз.
1. Ювенильные невусы локализуются в основном на коже лица и голеней, представляет собой полушаровидный узелок, как правило, с незначительной пигментацией или с её отсутствием. При микроскопическом исследовании обнаруживаются эпителиоидные и веретеновидные клетки, практически лишённые зрелого пигмента. Подобная гистологическая картина отражает относительную незрелость опухоли, поэтому ранее данное новообразование называли «ювенильной меланомой». При наличии зрелого пигмента и коричневой окраски очага поражения говорят о невусе Рид, ювенильные невусы без зрелого меланина называют невусами Спитц.
2. Врождённые меланоцитарные невусы подразделяются на невусы (1) малой величины, (2) среднего размера и (3) гигантские врождённые невусы. Гигантский пигментный невус представляет собой обширный очаг пигментации кожи. При микроскопическом исследовании невусные клетки, богатые пигментом, обнаруживаются как в сосочковом, так и в ретикулярном слоях дермы, что позволяет считать этот невус вариантом сложного (смешанного) невуса. В отличие от обычных сложных невусов гигантский невус существенно чаще малигнизируется.
3. Lentigo simplex — мелкие, плоские, гиперпигментированные множественные невусы. При наличии значительного количества элементов (десятки и даже сотни) процесс называют лентигинозом. Среди различных вариантов лентигиноза в детской онкологии особое значение имеют периорифициальный (расположение лентиго на коже вокруг рта, на красной кайме губ и слизистой оболочке полости рта) и периорбитальный (на коже век) лентигиноз. Эти варианты лентигиноза ассоциированы с синдромом Пейтца—Йегерса и комплексом Карни (Карнея), являясь их периферическими стигмами. При синдроме Пейтца—Йегерса в желудке или кишечнике, чаще в тонкой кишке, образуются полипы (полипы Пейтца—Йегерса), склонные к малигнизации, особенно при длительном существовании. Комплекс Карни характеризуется наличием различных пороков развития органов, но особую опасность представляет миксома предсердий, которую обычно можно удалить на ранних стадиях, но запущенная опухоль фатальна.

### Хористомы
Типичными хористомами человека являются дермоидные кисты внутренних органов и струма яичника. Дермоидная киста представляет собой полость, выстланную кожей и заполненную секретом сальных желёз с наличием волос. Струмой яичника называется аберрантная тиреоидная ткань, расположенная в этом органе.

## Эмбриональные опухоли
Эмбриональные опухоли — опухоли, образованные камбиальными клетками эмбрионального типа.
Следует отличать эмбриональные опухоли от опухолей, развивающихся из остатков эмбриональных структур (прогоном). Эти новообразования выделены в самостоятельную группу условно и, по существу, являются тератобластомами. Эмбриональные опухоли составляют бо́льшую часть злокачественных новообразований детского возраста, что обусловливает целесообразность их отдельной рубрификации. Наиболее часто эмбриональные опухоли возникают в почках, в структурах нервной системы и в мягких тканях. Кроме того выделяют герминогенные опухоли.

### Эмбриональные опухоли почек
К эмбриональным опухолям почек относятся следующие новообразования:
1. Нефробластома (опухоль Вильмса)
2. Светлоклеточная саркома почек
3. Рабдоидная опухоль
4. Кистозная нефрома
5. Нефрогенная аденофиброма
6. Мезобластная нефрома
7. Оссифицирующая опухоль почек.

Основной из них является нефробластома.

#### Нефробластома
Нефробласто́ма — эмбриональная опухоль почек, паренхима которой образована бластемными клетками. Кроме паренхимы, в опухоли выявляется в различной степени выраженная строма.
Болеют дети первых лет жизни, очень редко опухоль встречается у взрослых. Нефробластома часто и рано даёт метастазы, особенно в лёгкие. Опухоль располагается в почке в виде узла плотной светло-серой ткани, нередко окружённого капсулой. Бластемные клетки представляют собой мелкие клетки с небольшим гиперхромным ядром и узким ободком цитоплазмы. Они обычно располагаются в виде сливающихся островков, иногда формируют примитивные канальцы и клубочки. Строма опухоли нередко содержит белую жировую ткань, гладкие или поперечно-полосатые мышцы, хрящевую и костную ткань, а также клетки типа нейронов.

#### Синдромы персистенции бластемных клеток
Бластемные клетки, являясь эмбриональным камбием, должны быть израсходованы на построение коры почек к моменту рождения, однако в некоторых случаях они персистируют. На этом фоне может развиться нефробластома.
Наиболее часто встречаются следующие синдромы, связанные с персистенцией бластемных клеток во внеутробном периоде:
- Персистирующая метанефрогенная (почечная) бластема (nephrogenic rests) — субкапсулярные мелкие узелки из бластемных клеток.
- Нефробластематоз (нефробластоматоз, массивная почечная бластема) — диффузное или крупноочаговое замещение коры почек бластемными клетками, как правило, двустороннее. Встречается в основном у детей первого-второго года жизни. При нефробластематозе встречаются только бластемные клетки без других компонентов (мышц, кости, хряща и др.).

### Эмбриональные опухоли нервной ткани
Основными эмбриональными опухолями нервной ткани являются следующие новообразования:
1. Медуллобластома
2. Медуллоэпителиома
3. Нейробластома и её вариант ганглионейробластома
4. Эпендимобластома (не смешивать с анапластической эпендимомой)
5. Ретинобластома и эстезиобластома
6. Атипичная тератоидная (внепочечная рабдоидная) опухоль
7. Опухоль примитивной (незрелой) нейроэктодермы (PNET).
8. Хориоидпапиллома

#### Медуллобластома, медуллоэпителиома и атипичная тератоидная опухоль
Медуллобластома — опухоль детского возраста, встречается в основном у детей до 7 лет, но изредка выявляется и у взрослых. Преимущественная локализация — мозжечок, прежде всего его червь. Опухоль метастазирует обычно в пределах ЦНС по ликворным путям. В настоящее время у половины больных отмечаются положительные результаты лечения. Медуллоэпителиома — опухоль, гистогенетически близкая медуллобластоме. В отличие от медулобластомы даёт метастазы и за пределы ЦНС гематогенным путём. Атипичная тератоидная опухоль отличается крайне высокой злокачественностью, все дети погибают, обычно в первые два года жизни.

#### Нейробластома и родственные опухоли
Нейробластома — опухоль, образованная клетками типа нейробластов. Опухолевые клетки формируют розетки Хомера Райта (Homer Wright rosettes), представляющие собой округлые скопления нейробластов вокруг оксифильного рыхлого материала (переплетённых нитевидных отростков цитоплазмы различных клеток). Наиболее часто возникает в надпочечниках, вегетативных ганглиях (прежде всего симпатических), реже в ЦНС. Характерны два типа метастазов: (1) синдром Пе́ппера — метастазы в кожу и печень; (2) синдром Ха́тчинсона — метастазы в кости (основания черепа и длинные трубчатые кости). В большинстве случаев в моче больных отмечается высокое содержание производных катехоламинов.
Своеобразными вариантами нейробластов являются ретинобласты (нейробласты сетчатки глаза) и эстезиобласты, или ольфакторные нейробласты (нейробласты слизистой оболочки носа). Нейробласты мозгового вещества надпочечников ранее назывались симпатогониями (более зрелые симпатогонии обозначались термином симпатобласты). Соответственно, опухоли из этих клеток носили названия симпатогониома и симпатобластома. В настоящее время применять эти термины не рекомендуется.
Ганглионейробластома — вариант нейробластомы, образованной нейробластами и нейронами (ганглиозными клетками). Ретинобластома — нейробластома сетчатки глаза. Эстезиобластома (ольфакторная нейробластома) — нейробластома слизистой оболочки носа.
Крайне незрелой и высокозлокачественной является опухоль примитивной нейроэктодермы (PNET). Изредка она развивается в головном и спинном мозге (центральная опухоль — cPNET), но чаще — за их пределами (периферическая опухоль — pPNET).
Хориоидпапиллома - нейроэктодермальная опухоль доброкачественного характера, растущая из эпителия хориоидных сплетений внутримозговых желудочков. Встречается в 0,3-0,6% от всех внутричерепных опухолей (1,2% всех внутримозговых опухолей).

### Эмбриональные мягкотканные опухоли
Наиболее частой эмбриональной мягкотканной опухолью является эмбриональная рабдомиосаркома и её своеобразный вариант ботриоидная рабдомиосаркома («ботриоидный полип»).
Ботрио́идная рабдомиосаркома — эмбриональная рабдомиосаркома слизистых оболочек. Она встречается в области головы, шеи и в органах мочеполовой системы, реже — в других местах. Опухоль приподнимается над поверхностью слизистых оболочек (экзофитный рост), напоминая полип, нередко гроздевидной формы — «ботриодный полип» (от греч. βότρυς, υος ὁ — виноградная кисть, виноград).

### Герминогенные опухоли
Особым типом эмбриональных новообразований являются так называемые герминогенные («зародышевоклеточные») опухоли. Чаще они формируются в половых железах, головном мозге и в средостении.
В яичках и яичниках к герминогенным опухолям относят следующие новообразования:
1. Семинома (опухоль яичек)
2. Дисгерминома (опухоль яичников)
3. Эмбриональная карцинома
4. Опухоль желточного мешка
5. Полиэмбриома
6. Экстрагравидарная (не связанная с беременностью) хориокарцинома.

В головном мозге опухоль, аналогичная семиноме и дисгерминоме, носит название герминома.
Все перечисленные новообразования являются высокозлокачественными.
С точки зрения гистогенеза к герминогенным опухолям также принадлежат как зрелые, так и незрелые тератомы, однако тератомы встречаются существенно чаще, поэтому рассматриваются отдельно.

### Другие эмбриональные опухоли
Эмбриональные опухоли встречаются практически в каждом органе: в печени (гепатобластома), в слюнных железах (сиалобластома), в поджелудочной железе (панкреатикобластома) и т. д.
В лёгких развивается пневмобластома, часто сочетающаяся с плевральным выпотом. Вариантом этой опухоли является плевропневмобластома, обычно массивная опухоль, захватывающая часть средостения. При микроскопическом исследовании выявляется преобладание в опухолевой ткани стромального компонента. Различают три клинико-морфологических типа опухоли: I тип (кистозный), протекающий более благоприятно, II (со́лидно-кистозный) и III (со́лидный) типы, обычно высокозлокачественные опухоли. При преобладании в пневмобластоме эпителиального компонента опухолевая ткань становится похожа на фетальную лёгочную ткань, поэтому такая опухоль получила название высокодифференцированной фетальной аденокарциномы.
Гепатобластома обычно представляет собой одиночный узел в печени, нередко крупный. Характерным признаком опухоли является высокий уровень в крови альфа-фетопротеина.
В отличие от гепатобластомы, панкреатикобластома отличается относительно благоприятным прогнозом.

## Опухоли «взрослого типа»
Опухолями «взрослого типа» называют новообразования, которые чаще встречаются в детском возрасте, но нередко выявляются и у взрослых или же отличаются неспецифической для возраста микроструктурой. Среди них наибольшее значение имеют новообразования следующих групп: (1) мягкотканные опухоли (кроме эмбриональных), (2) опухоли костей, (3) опухоли ЦНС и (4) гемобластозы.

### Мягкотканные опухоли
Среди опухолей мягких тканей «взрослого типа» у детей чаще выявляются следующие новообразования:
I. Опухоли фиброзной ткани
1. Фиброматоз шеи
2. Гигантоклеточная фибробластома
3. Ювенильная назофарингеальная ангиофиброма
4. Детская дигитальная фиброма
5. Миофиброма (миофиброматоз)
6. Ювенильный гиалиновый фиброматоз
7. Ювенильная фиброма апоневрозов
8. Фибросаркома детей.

II. Фиброгистиоцитарные опухоли
1. Ювенильная ксантогранулёма.

III. Опухоли жировой ткани
1. Липобластома (липобластоматоз).

IV. Опухоли мышечных тканей
1. Рабдомиома сердца
2. Альвеолярная рабдомиосаркома.

1. У детей встречаются различные типы фибром, фибробластом и фиброматозов. Фиброматоз шеи развивается в нижней трети грудино-ключично-сосцевидной мышцы, иногда связан с родовой травмой, может привести к искривлению шеи («кривошея»). Для детей первого десятилетия жизни характерна гигантоклеточная фибробластома — доброкачественная, но часто рецидивирующая опухоль. Ювенильная ангиофиброма носоглотки встречается в основном у лиц мужского пола на втором десятилетии жизни, вызывает обструкцию носоглотки, носовые кровотечения, отличается локальной агрессивностью, часто рецидивирует, изредка трансформируется в саркому. В течение первого года жизни развивается детская дигитальная фиброма, располагающаяся, как следует из названия, на пальцах. После удаления данная опухоль часто рецидивирует, но у детей, не подвергавшихся хирургическому лечению, она обычно регрессирует самопроизвольно. Миофиброма (миофиброматоз) встречается, как правило, в течение первых двух лет жизни. Висцеральные поражения могут привести при этом к летальному исходу. Ювенильный гиалиновый фиброматоз представляет собой наследственное заболевание с аутосомно-рецессивным типом наследования. В коже и мягких тканях в первые пять лет жизни ребёнка появляются плотные узлы гиалинизированной фиброзной ткани. Ювенильная фиброма апоневрозов обычно встречается у детей 10—15 лет, локализуется в тканях кистей и стоп, связана с апоневрозами и фасциями. Фибросаркома детей (врождённая и у детей первых пяти лет жизни) относится не к злокачественным, а к редко метастазирующим мягкотканным новообразованиям (показатель 5-летней выживаемости при этой опухоли составляет 85 %).
2. В группе фиброгистиоцитарных новообразований типичной для детского возраста опухолью является ювенильная ксантогранулёма.
3. Среди опухолей жировой ткани для детей, особенно первых трёх лет жизни, характерна липобластома (множественные липобластомы обозначаются термином липобластоматоз).
4. Из новообразований мышечной ткани рабдомиома сердца является наиболее часто встречающейся опухолью сердца у детей и подростков. В возрасте старше 10 лет она практически не обнаруживается. В половине случаев опухоль развивается на фоне синдрома При́нгла—Бурневи́ля (туберозного склероза), но при этом во многих случаях отмечается спонтанный регресс узла. Хирургическое лечение целесообразно при крупных солитарных рабдомиомах. Опухоль проявляется развитием сердечной недостаточности, аритмий и внезапной смерти. Одна из наиболее злокачественных опухолей человека альвеолярная рабдомиосаркома чаще развивается на втором десятилетии жизни.

### Опухоли костей
К основным опухолям костей у детей относятся новообразования (1) костной и (2) хрящевой ткани, а также (3) саркома Юинга (pPNET). Кроме того, костные и хрящевые опухоли иногда могут первично развиваться в мягких тканях и внутренних органах.

#### Костеобразующие опухоли
К зрелым доброкачественным костеобразующим новообразованиям костей относятся остеоид-остеома и доброкачественная остеобластома. Незрелой злокачественной костеобразующей опухолью является остеосаркома (остеогенная саркома). Кроме того, в данной группе традиционно рассматривается опухолеподобный процесс, обозначаемый как остеома.
1. Остеома растёт очень медленно, в основном возникает в костях черепа, представлена компактной костной тканью. Некоторые исследователи выделяют губчатые остеомы, однако такая точка зрения не является общепринятой. Обычно «губчатыми остеомами» называют торусы и костные экзостозы (реактивные разрастания костной ткани), включая их врождённые варианты.
2. Остеоид-остеома (остеоидная остеома) располагается в компактной костной ткани поверхностного (кортикального) слоя кости. Близость опухоли к надкостнице обусловливает развитие сильных болей. Опухоль развивается в основном у подростков и лиц молодого возраста в диафизах длинных трубчатых костей, отличается небольшими размерами (обычно менее 1 см в диаметре) и медленным ростом.
3. Доброкачественная остеобластома, аналогичная по микроскопическому строению остеоид-остеоме, локализуется в глубоких отделах кости, в губчатой костной ткани. Размер опухоли обычно превышает 1 см в диаметре. Как правило, выраженный болевой синдром, характерный для остеоид-остеомы, отсутствует.
4. Остеосаркома — наиболее часто встречающаяся первичная злокачественная опухоль костей. В основном она развивается на втором десятилетии жизни у лиц мужского пола. Чаще остеосаркома локализуется в метафизах длинных трубчатых костей. Остеосаркомы подразделяются на два основных клинико-морфологических варианта: (1) центральный (медуллярный) и (2) поверхностный (периферический). Как правило, центральная остеосаркома является опухолью высокой степени злокачественности, периферическая — низкой. Поверхностная остеосаркома плотно прилежит к поверхности кости или окружает её в виде муфты, не вызывая выраженного разрушения кортикального слоя. Опухоли, как правило, развиваются в диафизах длинных трубчатых костей.

#### Хрящеобразующие опухоли
Зрелыми доброкачественными хрящеобразующими опухолями костей являются хондрома, остеохондрома и доброкачественная хондробластома. Незрелая злокачественная опухоль хрящевой ткани обозначается термином хондросаркома.
1. Хондрома представлена зрелым гиалиновым хрящом. В зависимости от локализации в кости различают два вида хондром: (1) энхондромы, расположенные центрально, и (2) периостальные хондромы, располагающиеся в периферических отделах кости. Множественные врождённые энхондромы кистей и стоп носят название болезни Оллье́.
2. Остеохондрома представляет собой покрытый слоем хряща («хрящевой шапочкой») костный вырост на наружной поверхности кости, не связанный с суставным хрящом.
3. Доброкачественная хондробластома почти всегда располагается в эпифизах длинных трубчатых костей, обычно у лиц в возрасте до 20 лет, отличается болезненностью, нередко значительной, иногда рецидивирует после удаления и крайне редко трансформируется в хондросаркому.

#### Саркома Юинга
Саркома Юинга (опухоли семейства саркомы Юинга) развивается из малодифференцированных мезенхимальных клеток и является опухолью высокой степени злокачественности. Она обычно возникает в возрасте 5—15 лет, как правило, в диафизе и в метафизе длинных трубчатых костей. Саркома Юинга рано даёт метастазы в другие кости, в лёгкие и печень. Изредка саркома Юинга развивается в мягких тканях и во внутренних органах (внекостная саркома Юинга).

### Опухоли ЦНС
У детей в головном и спинном мозге наиболее часто встречаются астроцитарные новообразования.
Диффузная астроцитома представляет собой узел без чётких границ, образованный астроцитами различной формы. В зависимости от вида опухолевых клеток различают (1) фибриллярные (встречаются чаще всего), (2) гемистоцитарные (построенные из гемистоцитов — крупных клеток с обильной цитоплазмой) и (3) протоплазматические (встречаются крайне редко) астроцитомы. В основном болеют лица молодого возраста. В последние три десятилетия в развитых странах Северной Америки и Европы отмечен рост заболеваемости астроцитомами у детей. Диффузная астроцитома локализуется в любом отделе головного мозга, в мозжечке она развивается крайне редко. Выживаемость после хирургического лечения составляет в среднем 6—8 лет.
Преимущественно у детей встречаются и другие варианты астроцитом: (1) субэпендимарная гигантоклеточная астроцитома при туберозном склерозе и (2) пилоцитарная астроцитома, отличающаяся медленным ростом и благоприятным прогнозом для жизни в большинстве случаев.

### Гемобластозы
У детей часто развиваются некоторые гемобластозы (опухоли из кроветворных клеток, их предшественников и производных):
1. Острые лимфоидные лейкемии (лимфобластные лейкемии)
2. Лимфомы из клеток-предшественников Т- и В-лимфоцитов (лимфобластные лимфомы)
3. Лимфома Ходжкина.